# Bjarni Benediktsson
Bjarni Benediktsson (30 de abril de 1908 – 10 de julho de 1970) foi um político islandês. Ocupou o cargo de Primeiro-ministro da Islândia de 14 de novembro de 1963 até 10 de julho de 1970.